# Weissia gracilis
Weissia gracilis là một loài rêu trong họ Pottiaceae. Loài này được (Hook.) Spreng. mô tả khoa học đầu tiên năm 1827.